# 2021 у науці
Ця стаття присвячена головним науковим подіям у галузі науки в 2021 році.

## Січень
- 14 січня:
  - Проєктом Dark Energy Survey оприлюднено результати спостережень, що включають каталог майже 700 мільйонів астрономічних об'єктів[1].
  - Повідомлено, що знайдене археологами в Індонезії зображення свині дикої в натуральну величину є найдавнішим із відомих наскельних малюнків тварин, йому приблизно 45 тис. років[2].
- 18 січня — розшифрований геном рогозуба виявився найбільшим серед усіх хребетних тварин — він складається із 43 мільярдів пар основ, що приблизно в 14 разів більше, ніж у людському геномі[3][4].
- 20 січня — археологи повідомляють про відкриття того, що, можливо, є найдавнішим свідченням використання символів людиною — кістка віком близько 120 тисяч років із шістьма вигравіруваними лініями[5].

## Лютий
- 15 лютого — на західному березі Антарктиди під шельфовим льодовиком Фільхнера на дні океану виявлено невідомі тварини, подібні до губок. Раніше вважали, що в таких умовах бентосні організми не існують[6].
- 17 лютого — біологи реконструювали стародавню ДНК трьох мамутів із сибірської вічної мерзлоти. Вік залишків перевищує 1 мільйон років — на даний момент це найбільш давня збережена ДНК[7].
- 18 лютого:
  - Космічний апарат НАСА з марсоходом Персеверанс успішно сів на Марс[8].
  - Вперше отримано життєздатний клон чорноногого тхора, який належить до видів, що перебувають під загрозою зникнення. Клонування було здійснено з використанням замороженого генетичного матеріалу з клітин тварини, яка жила більше 30 років тому[9].

## Березень
- 3 березня — у Новій Зеландії вчені виявили біолюмінесценцію у трьох видів акул: ліхтарної акули чорночеревої, ліхтарної акули південної та чорної акули[10].
- 8 березня — відкрито здатність деяких видів морських черевоногих молюсків роду Elysia самостійно відділяти голову від тіла, яке містить серце, нирки, кишечник та статеві органи, а потім відновлювати нове[11].
- 9 березня — в Японії найшвидший в світі суперкомп'ютер Fugaku вивели на повну потужність[12].
- 10 березня — у Китаї знайдено частковий скелет овірапторозавра, який сидів на гнізді із 24 яйцями. Це перший випадок, коли вдалося знайти непташиного динозавра, який сидить на яйцях[13].
- 14 березня — астрономами відкрито квазари, які мають рекордну відстань від Землі: P172+18 та PJ352-15[14][15].
- 16 березня — повідомлено про відкриття раніше невідомого виду бактерій, який отримав попередню назву Methylobacterium ajmalii. Він має три штами (IF7SW-B2T, IIF1SW-B5 та IIF4SW-B5), які було зібрано на Міжнародній космічній станції[16].

## Квітень
- 2 квітня —  вчені повідомляють, що подія, яка спричинила масове вимирання динозаврів, могла призвести до виникнення неотропічних тропічних лісів, таких як Амазонія, замінивши видовий склад і структуру місцевих лісів. Протягом близько 6 мільйонів років відновлення рослинного різноманіття вони еволюціонували від розлогих рідких голонасінних лісів до лісів з густими кронами, які блокують сонячне світло, переважанням квіткових рослин і високою вертикальною ярусністю, як ми знаємо сьогодні[17][18].
- 9 квітня — запуск космічного корабля Союз МС-18 із трьома космонавтами на борту, які на МКС будуть працювати у складі 65-ї та 66-ї експедиції[19].
- 19 квітня — апарат Ingenuity здійснив перший політ на Марсі, що стало першим в історії керованим польотом в атмосфері іншої планети[20].
- 20 квітня — марсоходу Perseverance за допомогою приладу MOXIE вперше в історії вдалося отримати кисень з атмосфери Марса[21].
- 23 квітня — запуск SpaceX Crew-2 — другий робочий пілотований політ космічного корабля Dragon 2 до МКС із чотирма космонавтами на борту[22].
- 29 квітня — КНР за допомогою ракети-носія Великий похід-5 запустила перший модуль Тяньхе Китайської космічної станції[23].

## Травень
- 15 травня — китайський марсохід Тяньвень-1 здійснив посадку на Марсі[24].
- 20 травня — вченими Корнелльського університету встановлено новий рекорд у точності зображення атомів за допомогою методів електронної мікроскопії — отримано зображення із розмитістю меншою за 20 пікометрів[25].
- 25 травня — максимальну тривалість життя людини оцінено в 120—150 років[26].
- 26 травня — відбулось повне місячне затемнення (Місячний сарос 121), яке було видно на заході Північної і Південної Америки, в Океанії, Австралії та Східній Азії[27].

## Червень
- 1 червня — у Китаї виявили перший підтверджений випадок зараження людини штамом пташиного грипу H10N3[28].
- 8 червня — Національне географічне товариство визнало, що води, які оточують Антарктиду південніше 60-ї паралелі, є окремим Південним океаном[29].
- 10 червня — кільцеподібне сонячне затемнення, що було найкраще видно в Північній Америці[30].
- 17 червня — Китай запустив космічний корабель Шеньчжоу-12 із трьома космонавтами на борту до власної космічної станції[31].

## Липень
- 11 липня — ракетоплан Unity компанії Virgin Galactic здійснив перший суборбітальний політ із пасажирами на борту — апарат досягнув висоти близько 90 км. Серед пасажирів — засновник компанії Річард Бренсон. Вважають, що політ відкриває нову еру космічного туризму[32].
- 14 липня — дослідники повідомляють про знахідку ймовірного найдавнішого відомого викопного життя на Землі у вигляді «ниткоподібних мікроскам'янілостей», можливо, метаногенів та/або метанотрофів, які жили близько 3,42 мільярда років тому у доісторичних підводних гідротермах Південної Африки[33][34].
- 20 липня — космічний корабель New Shepard компанії Blue Origin (місія Blue Origin NS-16) здійснив суборбітальний космічний політ на 107 км над Землею. На борту корабля перебували 4 особи, серед них — американський мільярдер і засновник компанії Blue Origin Джефф Безос[35].
- 21 липня — запуск до МКС російського багатоцільового лабораторного модуля «Наука»[36]. Стикування відбулось 26 липня.
- 29 липня — настав День екологічного боргу 2021 року[37].

## Серпень
- 2 серпня — за результатами досліджень, виявлено, що 40 % особин американського білохвостого оленя мають антитіла до вірусу SARS-CoV-2. Це перші підтвердження циркуляції цього вірусу в популяціях диких тварин[38].
- 9 серпня — Міжурядова група експертів з питань змін клімату в журналі «The Physical Science Basis of Climate Change» опублікувала доповідь зі застереженням щодо кліматичних змін, заявивши, що світ близький до втрати контролю над глобальним потеплінням і що «однозначно» винні в цьому люди[39].
- 19 серпня — Україна придбала у Великої Британії для Національного наукового антарктичного центру науково-дослідне судно-криголам «Джеймс Кларк Росс»[40].
- 26 серпня — палеонтологи за скам'янілостями описали новий вид китоподібних, який мав чотири лапи. Він існував на території сучасного Єгиптута отримав назву Phiomicetus anubis[41].

## Вересень
- 9 вересня — в Ісландії почав працювати найбільший у світі завод з вилучення вуглекислого газу з атмосфери[42].
- 16 вересня — здійснено запуск місії Inspiration4 компанії SpaceX із чотирма членами екіпажу, яку профінансував американський бізнесмен Джаред Айзекман. Це перша космічна місія з повністю цивільним екіпажем[43].
- 17 вересня
  - на Землю успішно повернувся китайський космічний апарат Шеньчжоу-12 із трьома космонавтами на борту. Вони протягом трьох місяців перебували на китайській космічній станції і це був найбільш тривалий космічний політ китайських космонавтів[44].
  - вчені повідомляють, що шкідливе цвітіння води, яке пов'язують з вирубкою лісів, глобальним потеплінням та ерозією ґрунту, поширюється в озерах і річках по всьому світу. Вони додають, що таке токсичне цвітіння водоростей було характерною рисою попередніх масових вимирань, зокрема, пермського вимирання[45].

## Жовтень
- 5 жовтня запуск до МКС космічного корабля Союз МС-19, на борту якого космонавт Роскосмоса Антон Шкаплеров, кінорежисер Клим Шипенко та актриса Юлія Пересільд. Останні будуть здійснювати на борту станції зйомки фільму «Виклик»[46].
- 15 жовтня до китайської космічної станції стартував корабель Шеньчжоу-13 із трьома космонавтами на борту[47].
- 16 жовтня НАСА запустило космічний апарат Люсі, призначений для вивчення Троянських астероїдів Юпітера[48].
- 28 жовтня — в зоопарку м. Сан-Дієго за результатами генетичного аналізу було виявлено два випадки партеногенетичного розмноження у каліфорнійського кондора. Двоє птахів народились від різних самок, які мешкали спільно із самцями. Це перший випадок факультативного партеногенезу у птахів, що непов'язаний із недоступністю самців[49][50].

## Листопад
- 11 листопада — здійснено запуск до МКС корабля SpaceX Crew-3 із чотирма космонавтами на борту (Раджа Чарі, Томас Маршберн, Кейла Беррон і Маттіас Мауер)[51].
- 19 листопада — часткове тіньове місячне затемнення (Місячний сарос 126), що тривало 3 години 28 хвилин і стало найдовшим за останні 500 років. Його могли спостерігати жителі Океанії, Північної та Південної Америки, Східної Азії, Північної Європи й Індонезії[52].
- 24 листопада — здійснено запуск космічного апарата DART, завдання якого полягає у спланованому зіткненні з астероїдом «65803 Дідим» для зміни траєкторії його польоту[53].

## Грудень
- 4 грудня — повне сонячне затемнення. Повне затемнення можна було спостерігати в Антарктиці; часткове — у Південній Півкулі (Австралії та Новій Зеландії, Чилі, Намібії, Лесото, ПАР)[54].
- 8 грудня — запуск до МКС корабля Союз МС-20 із трьома космонавтами, серед яких — двоє японських космічних туристів[55].
- 13 грудня — комета Леонард, відкрита у 2021 році, максимально наблизилась до Землі[56].
- 15 грудня — космічний апарат Parker Solar Probe вперше в історії пролетів крізь Сонячну корону[57].
- 21 грудня — команда астрономів, вивчаючи дані з космічного телескопа «Габбл», виявила першу сигнатуру магнітного поля навколо однієї з планет за межами Сонячної системи[58].
- 22 грудня — штучно синтезовано найлегший ізотоп магнію 18Mg[59].
- 25 грудня — запущено інфрачервоний космічний телескоп Джеймс Вебб вартістю понад 10 млрд дол. Проєкт розробляли з 1989 року[60].

## Нагороди
- Лауреатами Абелівської премії стали Ласло Ловас і Аві Вігдерсон за досягнення в області теоретичної інформатики та дискретної математики[61].
- Премією Тюрінга нагородили Джеффрі Ульмана та Альфреда Аго за створення компілятора[62].

### Нобелівська премія
- Премію з фізіології або медицини отримали американські дослідники Девід Джуліус і Ардем Патапутян за відкриття термо- та механорецепторів[63].
- Премію з фізики отримали японець Сюкуро Манабе та італієць Джорджо Паризі за фізичне моделювання клімату, кількісну оцінку мінливості та надійне прогнозування глобального потепління Землі[64].
- Премію з хімії отримали німець Беньямін Ліст та американець Девід Макміллан за «розвиток асиметричного органокаталізу»[65].

## Померли
- 4 січня — Мартінус Велтман, 89, нідерландський фізик, лауреат Нобелівської премії з фізики (1999)[66].
- 28 січня — Пауль Крутцен, 87, нідерландський хімік, лауреат Нобелівської премії з хімії (1995).
- 1 квітня — Акасакі Ісаму, 92, японський фізик, лауреат Нобелівської премії з фізики (2014)[67].
- 7 квітня — Акімов Ігор Андрійович, 83, український зоолог, член-кореспондент НАН України, заслужений діяч науки і техніки України, директор Інституту зоології імені І. І. Шмальгаузена НАН України.
- 23 липня — Стівен Вайнберг, 88, американський фізик та педагог, лауреат Нобелівської премії з фізики (1979)[68].
- 19 грудня — Роберт Граббс, 79, американський хімік та педагог, лауреат Нобелівської премії з хімії (2005)[69].
- 26 грудня — Едвард Осборн Вілсон, 92, американський біолог та еколог, професор, двічі лауреат Пулітцерівської премії[70].